# Apolônio de Roma
Santo Apolônio (português brasileiro) ou Santo Apolónio (português europeu), o Apologista ou Santo Apolônio de Roma foi um mártir cristão e um apologista (não deve ser confundido Apolinário Cláudio, que foi um apologista contemporâneo), que foi martirizado em 185 dC sob o imperador romano Cômodo (161-192 dC).

## Vida

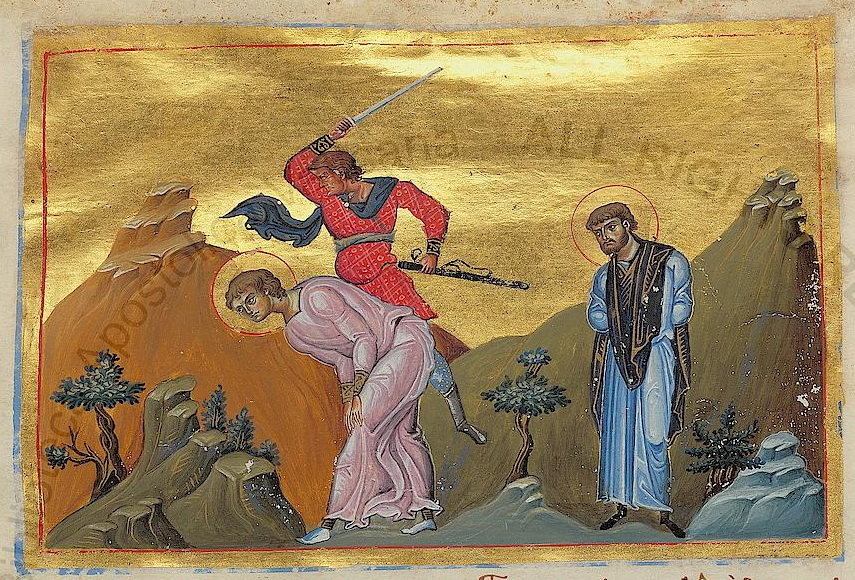
O martírio dos santos Filémon e Apolônio

Quatro diferentes fontes falam sobre Santo Apolônio de Roma:
- Um relato de um julgamento incorporado na História Eclesiástica de Eusébio de Cesareia[3];
- No capítulo 40 de De Viris Illustribus, de São Jerônimo[4];
- Duas versões de Passsio, de Apolônio, uma grega e outra armênia, que foram descobertas no final do século XIX[1][2].

Estas fontes apresentam Apolônio como um romano ilustre e até mesmo um senador, e um homem excepcionalmente talentoso, versado em filosofia. Ele foi denunciado como cristão ao prefeito pretoriano Perennius. Convocado a se defender, ele leu ao Senado - segundo São Jerônimo - "um admirável volume" em que, ao invés de negar, ele defendeu sua fé cristã. Como resultado, ele foi condenado à morte com base na lei outorgada pelo imperador Trajano.
As fontes dizem que ele foi submetido à duas investigações, a primeira pelo prefeito Perennius, a segunda, três dias depois, por um grupo de senadores e juristas. As audições foram conduzidas com calma e de maneira cortês. Foi permitido que Apolônio falasse, com raras interrupções cujo objetivo era fazer com que ele diminuísse o tom de suas afirmações e que o faziam parecer cada vez mais passível de punição .
Apolônio não estava com medo de morrer, pois, disse ele: "Há algo melhor esperando por mim: vida eterna, dada a quem viveu bem na terra". E ele argumentava em favor da superioridade dos conceitos de vida e morte do Cristianismo.
As fontes discordam sobre como ele morreu. Passio afirma que ele morreu após ter suas pernas esmagadas, uma punição também infligida sobre o escravo que denunciou. Na versão armênia, ele foi decapitado.

## Veneração
Apolônio não foi mencionado nos primeiros martirológios cristãos, não sendo inicialmente objeto de veneração. Na Idade Média, ele foi confundido com dois outros santos, Apollo de Alexandria e um Apolônio que foi martirizado juntamente com São Valentim e cuja festa é no dia 18 de abril. Como resultado, esta data acabou atribuída também a Santo Apolônio de Roma, mesmo em edições do Martirológio Romano, em cuja última edição, porém, a data já havia sido corrigida para 21 de abril.
As primeiras edições do Martirológio Romano (21 de abril) reltam o seguinte:
| “ | Em Roma, comemoração de Santo Apolônio, filósofo e mártir. Sob o emperador Cômodo, ele defendeu perante o prefeito Perennius e o Senado a causa da fé cristã em um discurso muito fino e, então, após ter sido condenado à morte, confirmou-o pelo seu testemunho de sangue. | ” |
|   | — Martirológio Romano |   |

Versões anteriores da obra tinham, no verbete de 18 de abril, o seguinte texto: 
| “ | Em Roma, o abençoado Apolônio, um senador sob o imperador Cômodo e o prefeito Perennius. Ele foi denunciado como cristão por um de seus escravos e, tendo sido comandado a dar um relato de sua fé, ele compôs uma hábil composição que ele leu perante o Senado. Ele foi mesmo assim condenado a ser decapitado por Cristo por sua sentença | ” |